# Rogas bicolor
Rogas bicolor är en stekelart som först beskrevs av Carlos Schrottky 1915.  Rogas bicolor ingår i släktet Rogas och familjen bracksteklar. Inga underarter finns listade i Catalogue of Life.